# Guido Adler
Guido Adler (1 de novembre de 1855, Ivančice (Eibenschütz), Moràvia Meridional – 15 de febrer de 1941, Viena) fou un musicòleg i escriptor bohemi austríac.

## Biografia

### Primers anys de vida i educació
El seu pare Joachim, que era metge, va morir de febre tifoide el 1857. Joachim va contreure la malaltia d'un pacient i, per tant, li digué a la seva esposa «que no permetés mai que algun dels seus nens fos metge».
Adler estudià a la Universitat de Viena i simultàniament (entre 1868 i 1874) al Conservatori de Viena on estudià piano com a assignatura principal, a més de teoria musical i composició amb Anton Bruckner i Felix Otto Dessoff. Va rebre un diploma d'arts del conservatori l'any 1874. El 1878 es va graduar per la Universitat de Viena com a doctor en jurisprudència i l'any 1880 com a doctor de filosofia. La seva tesi doctoral anomenada Die Grundklassen der Christlich-Abendländischen Musik bis 1600 («Les categories principals de la música de l'occident cristià fins 1600»), va ser impresa a Allgemeine Musikzeitung.

### Un pioner de la musicologia
El 1883 Adler va esdevenir professor de musicologia a la Universitat de Viena i fou llavors quan va escriure Eine Studie zur Geschichte der Harmonie (Assaig sobre la història de l'harmonia), publicada l'any 1881 a la revista de l'Acadèmia de les Ciències de Viena.
L'any 1884 va fundar, juntament amb Friedrich Chrysander i Philipp Spitta, la revista Vierteljahresschrift für Musikwissenschaft (‘Trimestral de musicologia’). El 1885, Adler proporcionà el primer article del primer número de «Umfang, Methode und Ziel der Musikwissenschaft» (L'àmbit, mètode i objectiu de la musicologia), el qual no només constitueix el primer intent d'una descripció exhaustiva de l'estudi de la música, però també divideix la disciplina en dues subdisciplines: historische Musikwissenschaft (musicologia històrica) i systematische Musikwissenschaft (musicologia sistemàtica). En l'article d'Adler, la musicologia sistemàtica va incloure la musicologia comparativa, la qual més tard va esdevenir una disciplina independent (cf. etnomusicologia). Encara que aquesta divisió no corresponguin perfectament a la pràctica corrent, es mantenen de forma aproximada en la musicologia moderna europea i equivalen bastant a la divisió nord-americana de la musicologia en la història de la música.
El 1885, Adler fou cridat a la recent estrenada Universitat Carolina de Praga, de Bohèmia, com a professor d'història i teoria de la música i, el 1898, de la mateixa capacitat, a la Universitat de Viena, on va prendre relleu d'Eduard Hanslick. Els seus estudiants al Musikwissenschaftliches Institut incloïen Anton Webern i el compositor Karel Navrátil.
L'any 1886 va publicar el Die Wiederholung und Nachahmung in der Mehrstimmigkeit; i el 1888, Ein Satz eines Unbekannten Beethovenischen Klavierkoncerts. Als 1892-93 va editar una selecció de composicions sobre els emperadors Ferdinand III, Leopold I, i Joseph I. Durant 1894 i 1938 fou l'editor de Denkmäler der Tonkunst in Österreich, una influent publicació en la història de la música.
Adler s'havia retirat de la docència el 1927, però fins a 1938 va romandre redactor en cap de la revista Denkmäler der Tonkunst in Österreich (Monuments de la música a Àustria).
L'any 1938 però, fruit del règim dictatorial nazi, Adler es veu obligat a deixar de publicar res per què li prohibeixen completament. Això es deuria a la idea del Führer que era «impossible interpretar o aprofundir per mitjà de la música en els coneixements científics o polítics o en els esdeveniments polítics». Així doncs, no hi pot haver «ni una història musical del partit ni una concepció musical del món». Per tant, aquesta darrera part del discurs de Hitler del dia 6 se setembre de 1938 exposaria una possible justificació de la prohibició de publicar res referent a la història de la música i, més tard, la confiscació de l'obra d'Adler.

## Reputació
Adler fou un dels fundadors de la musicologia com a disciplina científica Fou uns dels primers estudiosos de la música en reconèixer la rellevància dels factors socioculturals en la música (Musiksoziologie), proporcionant així un context més ampli per la crítica estètica la qual, amb la seva biografia, ha estat el centre d'atenció del segle xix pel que fa a l'aprenentatge de la música. L'estudi empíric fou, per a ell, la part essencial de la disciplina. Fou especialment important per ell la música d'Àustria, específicament la música de la Primera Escola de Viena: amb Haydn, Mozart i els seus contemporanis.

## Adler com a docent

Expansió d' Alemanya de 1935 a 1939

Durant molts anys Adler va impartir classes a la Universitat Carolina de Praga i a la Universitat de Viena. En aquesta última universitat tingué molts alumnes entre ells a Franz Mixa, Felix Petyrek, Paul Weingarten, Hans Gál o Egon Kornauth.

### Ensenyament musical al Tercer Reich
El control total dels nazis sobre la cultura i l'educació va convertir l'ensenyament musical en una doble víctima de les decisions del Reich. La Cambra de Música del Reich (Reichsmusikkammer, RMK), que formava part de la Cambra de Cultura del Reich (Reichskulturkammer, RKK) dirigida per Joseph Goebbels, «encarna en qualsevol circumstància la consciència artística i cultural de la nació» i organitza el conjunt de la vida musical sota el Tercer Reich amb «mesures d'unificació»: es tracta essencialment d'alliberar la música alemanya de qualsevol influència jueva per l'eficaç procediment de la inscripció obligatòria de tots els músics, incloent-hi els aficionats, a la RMK. Com que l'ensenyament, públic i privat, queda estrictament reservat als professors inscrits a la RMK, aquesta inscripció és, de fet, una obligació universal que col·loca tot l'ensenyament musical sota el control del Reich.
Totes les escoles del país tenen el deure comú d'inculcar al poble els principis del nacionalsocialisme, amb assignatures programades específicament amb vista a aquest objectiu, com la teoria racial o l'educació esportiva paramilitar, però també la música, que ha d' "educar els nens com a éssers conscients de la seva germanitat". "No hi ha dues Alemanyes, sinó una de sola" - va dir Thomas Mann el maig de 1945. Això és especialment patent en el camp de l'ensenyament musical, on la presa del poder per part dels nazis no imposa una ruptura, sinó que s'imposa com una necessitat aparent. El Tercer Reich es constitueix sobre la perversió d'unes idees que, en alterar-se al llarg de la història, es giren de manera brutal en contra d' elles mateixes.

### Mestre de mestres
Adler va ser el professor i supervisor de la tesi doctoral de Hans Gál l'any 1913 titulada "Sobre les característiques del jove Beethoven i la relació amb l'estil de la seva maduresa". Tanmateix, Hans Gál no va oblidar-lo i va continuar fent contribucions a la sèrie històrica d'edicions de compositors austríacs d' Adler produint edicions crítiques de les obres de Johann Strauss pare i fill. 

## Mort
Adler morí el 15 de febrer de 1941 a Viena.

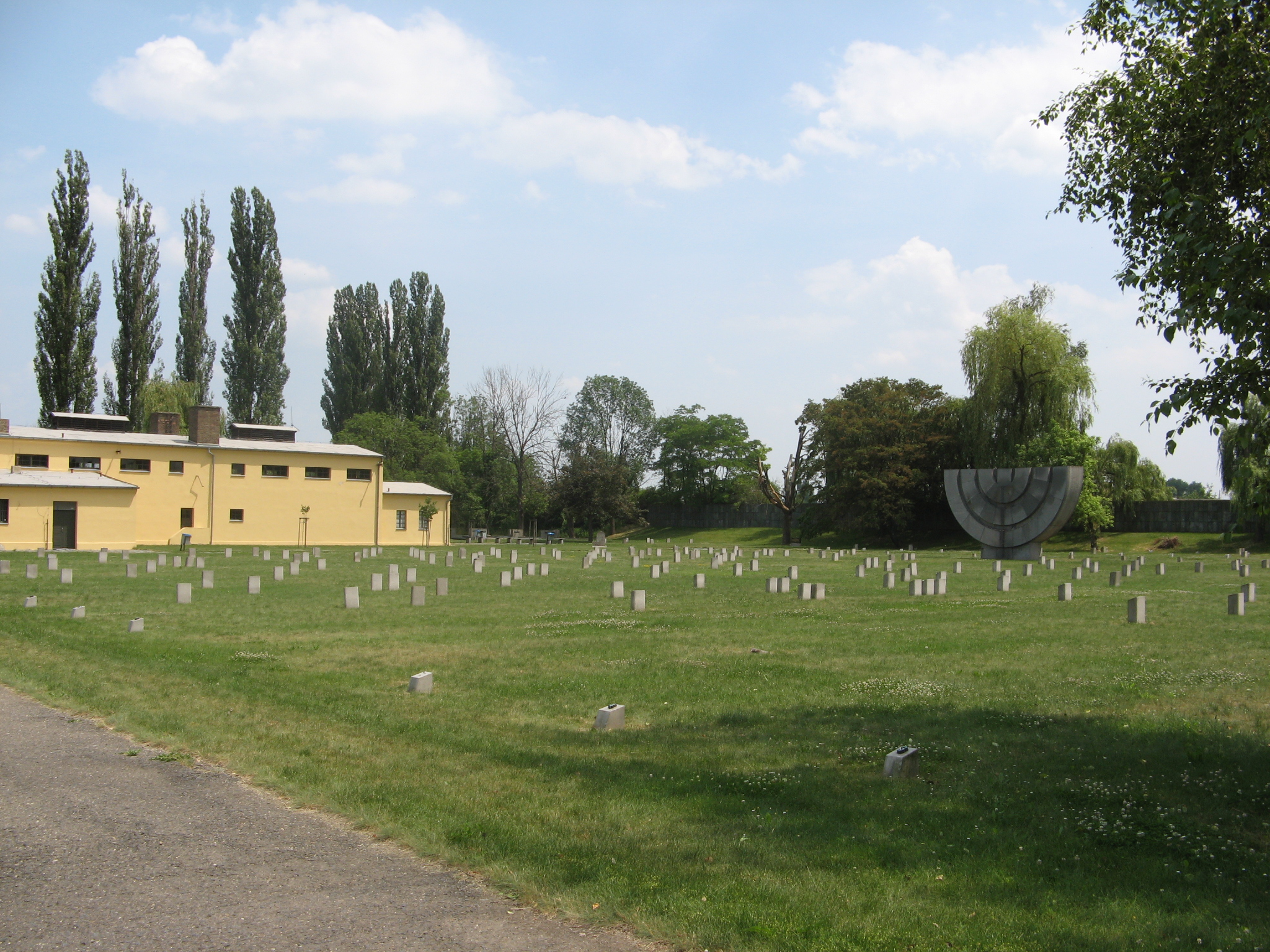
Cementeri del crematori de Terezin

Adler tenia un fill i una filla. La seva filla va ser deportada a Theresienstadt (Terezin, camp d'extermini) i hi va morir. Poc després que la Lliga Cultural fos suprimida, la població jueva d' Alemanya va començar a ser deportada cap a l'est, als camps. El camp de Terezin, una petita ciutat de 7000 habitants situada 60 km al sud de Praga, va entrar en funcionament el novembre del 1941. És a Terezin, sovint una simple etapa en el camí cap a Auschwitz, on s'apleguen la major part dels animadors, participants actius i espectadors de la Lliga Cultural Jueva. Terezin va tenir la particularitat de ser el camp-model de la "guetització", un camp que, per tant, no podia sinó perllongar les experiències (control dels programes, "reclusió" en un estat de dependència, implicació de les elits per mitjà d'una cooperació aparent...) de la Lliga Cultural en circumstàncies diferents. Al llarg de la història de la Lliga Cultural Jueva i el camp de Terezin es fa palès el fet que els nazis, seguint un pla ordit per endavant, van aïllar de mica en mica els jueus en les condicions convenients per a la propera "solució final de la qüestió jueva", que els "notables" jueus, enganyats, van entrar al joc i van quedar atrapats al parany amb milers dels seus semblants, que van creure en ells. En tot cas, una imatge insignificant simbolitza l'empresa de perversió dels botxins: l'endemà de la prohibició de la Lliga Cultural, una tropa de les SS va irrompre els seus locals i es van repartir els instruments de música per a la seva pròpia orquestra (i que potser, aquests instruments, acabarien retornant als seus "propietaris" quan participessin en les orquestres dels camps de concentració). Tot plegat conclou, que la filla de Adler segurament va estar en contacte i va participar de més prop o menys amb la Lliga Cultural i, segurament, per aquest motiu acabà a Terezin.
Pel que fa al seu fill, va fugir i es va exiliar als Estats Units.
La valuosa biblioteca d' Adler va ser confiscada sense indemnització després de la seva mort.